# Andrea Schroeder (Sängerin)
Andrea Schroeder (geboren in Ostwestfalen) ist eine deutsche Pop-Sängerin und Songschreiberin aus Berlin, die für ihre dunkle Alt-Stimmlage und ihr „Pop Noir“ bekannt ist.

## Leben
Schroeder wuchs in Ostwestfalen auf und absolvierte nach dem Abitur eine Ausbildung als Grafikdesignerin. Über einen befreundeten Fotografen begann sie erfolgreich zu modeln und zog auf Wunsch ihrer Agentur nach München. Nach einem vorübergehenden Stimmverlust infolge einer Operation widmete sie sich intensiver dem Gesang und begann, Songs zu schreiben. Andrea Schroeder lebte in München und Kopenhagen und zog im Herbst 2011 nach Berlin.

## Musikalische Karriere
Schroeder stellte bereits 2007 einige ihrer Songs auf ihre MySpace-Seite ins Internet und fand dort eine Fan-Community. Im Jahr 2012 kam ihr Debütalbum Blackbird beim deutschen Independent-Label Glitterhouse aus Beverungen heraus, produziert von Chris Eckman. Es enthält zehn Stücke, zumeist aus eigener Feder, davon neun Songs in englischer Sprache, nur einer auf Deutsch. Ein Song entstand in der Zusammenarbeit mit Richard Horowitz.
Bei Erscheinen ihres zweiten Albums Where The Wild Oceans End, erschienen im deutschen Rolling Stone, in der Süddeutschen Zeitung und im Stern-Magazin dazu Rezensionen, die ihren Gesang mit Marlene Dietrich und Nico und den Sound mit Nick Cave und Velvet Underground verglichen. Ihre deutschsprachige Version von David Bowies Heroes, aufgenommen in den Berliner Hansa-Studios, fand besondere Beachtung ebenso wie ihr Song Ghosts of Berlin.
Ähnliches schrieben die Rezensenten über ihr drittes Album Void, das Ende August 2016 wiederum bei Glitterhouse veröffentlicht wurde. Von den elf Songs wurden zehn gemeinsam von Schroeder mit ihrem Gitarristen Jesper Lehmkuhl komponiert, während ein weiterer Song aus einer früheren Zusammenarbeit mit Hubert Widmann stammt. Produziert wurde das Album von Ulf Ivarsson mit Andrea Schroeder und Jesper Lehmkuhl. Als Gastmusiker kamen Kristof Hahn und Pelle Ossler hinzu.
Auf jedem ihrer Alben befindet sich ein Song mit dem Text des US-amerikanischen Beatpoeten Charles Plymell, auf Void der Song Black Sky mit dem Text des New Yorkers Rob Plath, einem Studenten von Allen Ginsberg, auf Blackbird der Song Blackberry Wine mit dem Text von Gary Heffern.
2014 erschien Schroeder auf dem The Jeffrey Lee Pierce Session Project-Album Axels and Sockets, einer Kollaboration von Künstlern wie Iggy Pop, Nick Cave, Blondie und Mick Harvey zu Ehren von Jeffrey Lee Pierce. Sie steuerte den Gesang für drei Lieder zum Serge-Gainsbourg-Cover-Album Intoxicated Women von Mick Harvey bei, das 2017 bei Mute Records veröffentlicht wurde, und für eine digital erschienene englische Version I love you ... Nor do I. Als Gastsängerin erschien sie auf dem Album Centralmassivet von Thåström, das 2017 beim schwedischen Independent-Label Razzia veröffentlicht wurde. Schroeder arbeitete mit der schwedischen Post-Industrial-Band Sällskapet an ihrem dritten Album Disparition zusammen, das 2018 bei BMG Skandinavien veröffentlicht wurde. Sie trug als Sängerin und Texterin zu diesem Album bei.
Schroeder übernimmt überwiegend selbst das Artwork ihrer Alben, Tourplakate und Videos. In ihrer Band spielen der dänische Gitarrist Jesper Lehmkuhl, der britisch-australische Bassist Dave Allen, der australische Schlagzeuger Chris Hughes und der Italiener Maurizio Vitale, die belgische Violinistin Catherine Graindorge und der Berliner Keyboarder Mike Strauss. Auf der Bühne spielt Schroeder ein indisches Harmonium und die Shrutibox; auch dies eine Parallele zu Christa Päffgen, die als Nico mit The Velvet Underground bekannt wurde. Jesper Lehmkuhl ist auch an der Erarbeitung der Songs beteiligt.
Sie arbeitete mit Max Knoth zusammen, der Orchesterarrangements für ihre Songs erstellte, die sie in einem Radiokonzert auf Radioeins RBB mit dem Deutschen Filmorchester Babelsberg unter der Leitung von Jörg Iwer uraufführte. Sie gab ein weiteres Orchesterkonzert zum 50. Geburtstag der Société du Port de Mertert in der Philharmonie Luxemburg mit dem Estro Harmonico unter der Leitung von Gast Waltzing.

## Diskografie
unter eigenem Namen

### Alben
- 2012: Blackbird (Glitterhouse)
- 2014: Where The Wild Oceans End (Glitterhouse) – mit Jesper Lehmkuhl (g), Dave Allen (b), Chris Hughes (dr), Catherine Graindorge (v)
- 2016: Void (Glitterhouse)

### Singles
- 2013: Helden, limitierte Vinyl-Single der Coverversion von ‚Helden‘/’Heroes‘ von David Bowie / Brian Eno (Glitterhouse)
- 2014: Until the End, limitierte Vinyl-Single, B-Seite ist ein Ausschnitt aus dem Live-Radiokonzert mit dem Deutschen Filmorchester Babelsberg auf Radioeins (Glitterhouse)

als Bandmitglied oder Gastmusiker
- 2013: Strange Dreams von The Stars and The Madness (Andrea Schroeder, Jesper Lehmkuhl und Dave Allen) (Fear of Speed)
- 2014: Kisses For My President auf Axels and Sockets von The Jeffrey Lee Pierce Session Project (Glitterhouse Records)
- 2017: Intoxicated Women von Mick Harvey – Album songs 'Ich liebe dich ... ich dich auch nicht', 'God Smokes Havanas', 'Striptease', zusätzlich nur digital "I love you ... nor do I" (Mute Records)
- 2017: Centralmassivet von Thåström (Razzia, Sony Music)
- 2018: Disparition(Album mit der schwedischen Band Sällskapet, BMG)